# Zona de preservación ecológica Cerro del Lobo
La Zona de Preservación Ecológica Cerro del Lobo es un área natural protegida, ubicada en la ciudad de Pachuca de Soto, Hidalgo, México. Cuenta con una superficie de 25.85 ha; esta zona de preservación es considerada como uno de los treinta y un geositios del proyecto del Geoparque Comarca Minera.

## Historia

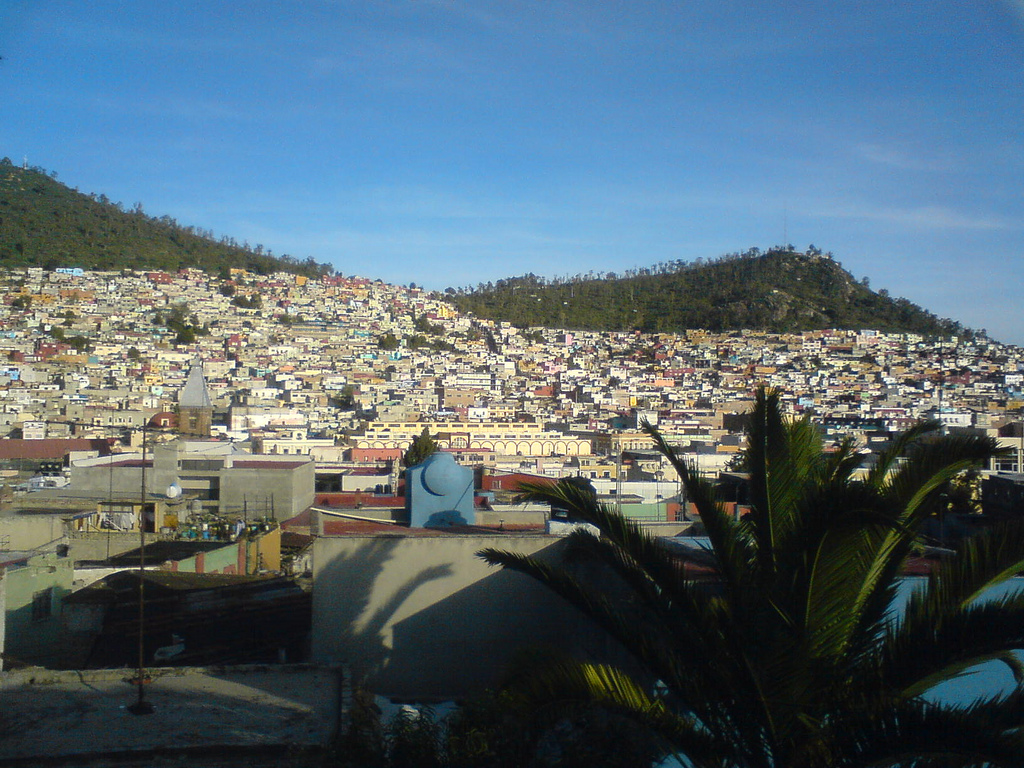
Panorámica del Cerro de Santa Apolonia, en la parte superior izquierda; y del Cerro del Lobo en la parte derecha.

A este cerro, se le ha conocido por varios nombres: Las Coronas, Lobo, Las Lajas, o Lucero del Alba. De las Coronas, porque "corona" (sobresale) la parte sureste de la ciudad; del Lobo por la mina, que se encuentra en el cerro con ese nombre; Las Lajas por la estructura geológica en estratos, que permitió la explotación de la piedra en forma de laja; y Lucero del Alba porque el primer núcleo de población de Pachuca, se estableció en las faldas de este cerro y se apreciaba el lucero del alba.
El 18 de julio de 1988 el Gobierno del Estado de Hidalgo, publicó en el Periódico Oficial del Estado de Hidalgo, el decreto de expropiación de las fracciones denominadas “Lajas” o “Lobo”, ubicadas en las inmediaciones del cerro; declarándolas como predios de
utilidad pública de propiedad estatal.
En primera instancia  el objetivo de la expropiación es preservar el medio ambiente, regular, y controlar los asentamientos irregulares, así como destinar áreas para reserva ecológica. A la fecha de este decreto, no existía la legislación en materia ambiental, que fundamente las categorías de las áreas naturales protegidas; por lo tanto, esta área no clasifica en ninguna categoría dispuesta por la ley aplicable, asumiéndose entonces como Terreno de Interés Público.
En 2015 se inició el proyecto del Geoparque Comarca Minera, que busca dar valor al patrimonio geológico, minero, arqueológico, y cultural de la región de la Comarca Minera.  El 5 de mayo de 2017 la Unesco, designó de manera oficial al Geoparque Comarca Minera dentro de la red global de geoparques; quedando la Zona de preservación ecológica Cerro del Lobo, bajo la denominación de Mirador cerro del Lobo, como uno de los treinta y un geositios del proyecto.

## Geografía

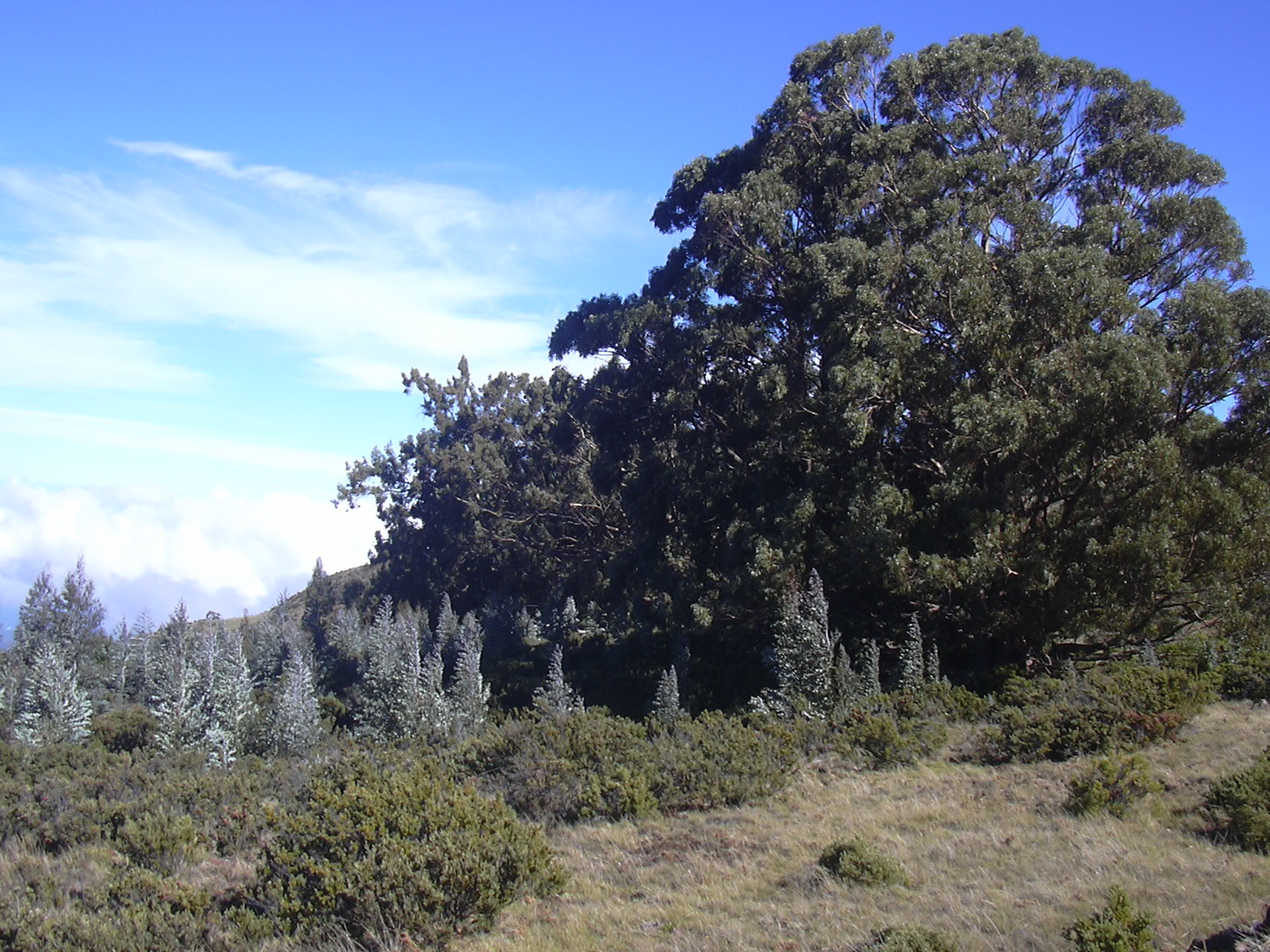
Eucalipto azul (Eucalyptus globulus)

Esta zona comprende 25.85 ha, y se encuentra en las coordenadas 20° 07’ 22.79” de latitud norte y 98° 43’ 30.73” de longitud oeste. En cuanto a fisiografía, el Cerro del Lobo tiene una altitud de 2565 m s. n. m., y se encuentra al centro de la Sierra de Pachuca, la cual pertenece a la subregión Lagos y Volcanes de Anáhuac, de la región fisiográfica del Eje Neovolcánico. En lo que respecta a la hidrología se encuentra posicionado en la región hidrológica del Pánuco; en las cuencas del río Moctezuma; dentro de las subcuenca del río Tezontepec, no se cuenta con ningún cuerpo de agua dentro de la zona.
Durante el Mioceno temprano (hace aproximadamente 20 millones de años) era una convulsa zona volcánica salpicada por manantiales termales. Como resultado de esta actividad se formó la veta Lobo, la cual fue explotada durante el siglo XX en las minas del mismo nombre. La veta, de dirección noroeste-sureste, era en el momento de su formación una fisura, a través de la cual circulaba una solución hidrotermal, es decir, agua caliente (de 250 a 300 °C) que disolvía y acarreaba metales y otros componentes para finalmente depositarlos en forma de minerales.
Su vegetación es seminatural, con el eucalipto azul (Eucalyptus globulus) como árbol dominante; considerada una especie exótica del lugar. Se pueden observar pequeñas especies de aves y mamíferos propias de la fauna urbana, incluyendo especies nativas como el ardillón de roca (Otospermophilus variegatus), el pinzón mexicano (Haemorhous mexicanus), la tortolita cola larga (Columbina inca), y el cuitlacoche pico curvo (Toxostoma curvirostre); así como especies exóticas como la paloma de collar turca (Streptopelia decaocto) y el gorrión doméstico (Passer domesticus).

## Turismo
Este cerro, coronado por una bandera de monumental, es un ejemplo de área natural de carácter urbano. El mirador se torna un punto estratégico para contemplar el Centro Histórico de Pachuca de Soto. En él se pueden realizar recorridos y caminatas. Existe una leyenda de una mujer de blanco que se aparece en las inmediaciones del cerro y en el Barrio El Lobo.

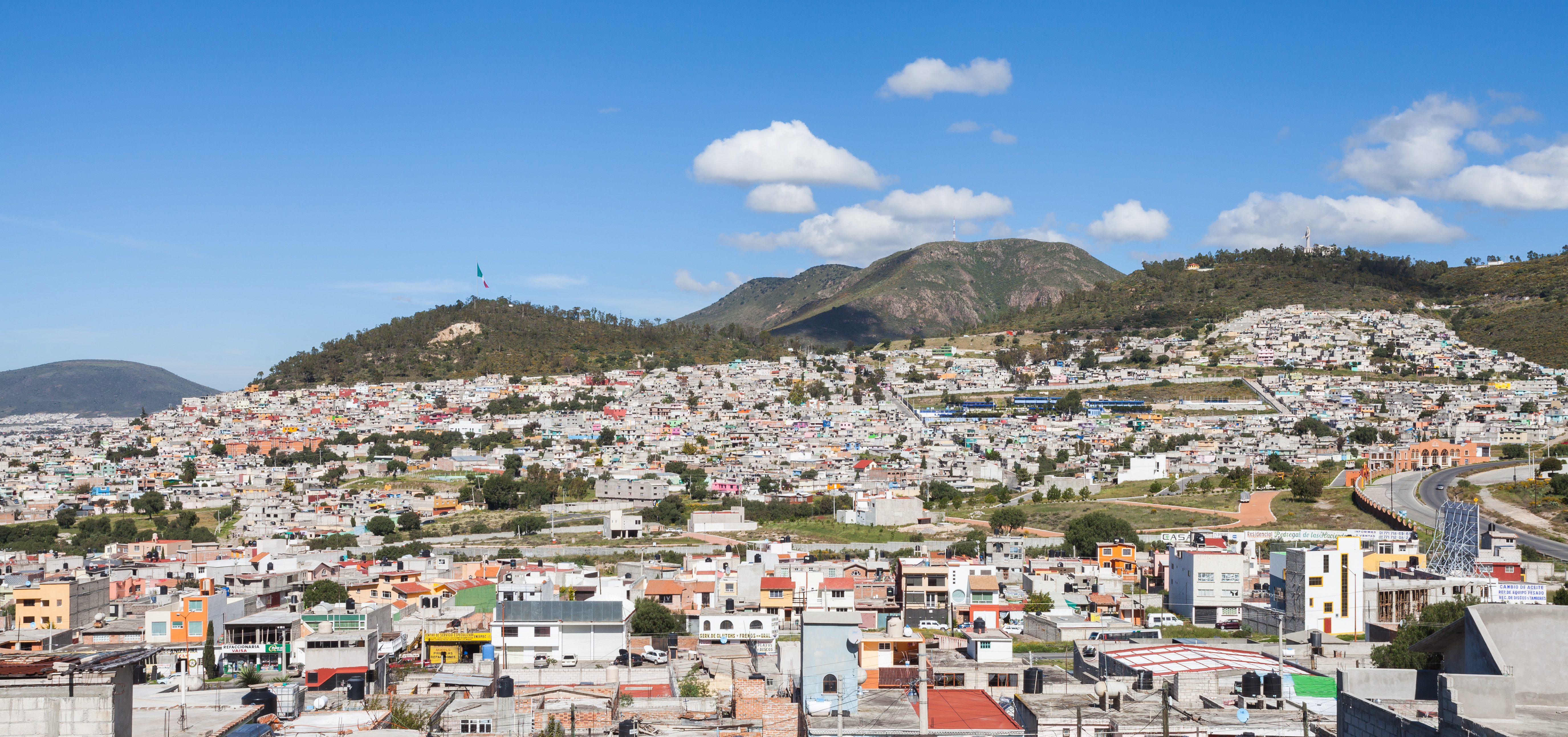
Panorámica del municipio de Pachuca de Soto, se observan de izquierda a derecha: el Cerro Redondo, el Cerro del Lobo (Bandera Monumental), Cerro de San Cristóbal y el Cerro de Santa Apolonia (Cristo Rey de Pachuca). Estos tres últimos cerros son considerados dentro del Geoparque Comarca Minera.